# Enderson Germán Santos
Enderson Germán Santos González (Caracas, 23 de junio de 1987) es un deportista venezolano que compite en atletismo adaptado. Ganó una medalla de oro en los Juegos Paralímpicos de París 2024, en la prueba de 400 m (clase T11).

## Palmarés internacional
| Juegos Paralímpicos | Juegos Paralímpicos | Juegos Paralímpicos | Juegos Paralímpicos |
| Año                 | Lugar               | Medalla             | Prueba              |
| ------------------- | ------------------- | ------------------- | ------------------- |
| 2024                | París (Francia)     | Medalla de oro      | 400 m T11           |